# 장마루촌의 이발사 (1969년 영화)
장마루촌의 이발사는 1969년 공개된 대한민국의 영화이다.

## 배역
- 신성일
- 김지미
- 남정임
- 이대엽
- 최남현
- 허장강
- 한은진
- 이낙훈
- 강문
- 백일섭
- 김칠성
- 이예성
- 최창호
- 권오상
- 황인철